# Phryxe laeta
Phryxe laeta là một loài ruồi trong họ Tachinidae.